# تاباكولو رمادي الرقبة
تاباكولو رمادي الرقبة (الاسم العلمي: Scytalopus griseicollis) (بالإنجليزية: Pale-bellied Tapaculo)‏ هو نوع من الطيور يتبع جنس التاباكولو من فصيلة التاباكولات.